# Croàcia al Festival de la Cançó d'Eurovisió
Croàcia ha participat en el Festival de la Cançó d'Eurovisió des del seu debut en 1993. La candidatura es tria al festival Dora, un esdeveniment anual organitzat per la televisió pública nacional HRT. Dora es va celebrar per primera vegada el 1993, després que Croàcia aconseguís la independència de Iugoslàvia i fos admesa com a membre de la UER.
Fins al 2014, juntament amb Suècia, Malta i els països del Big Five (a excepció d'Alemanya i Itàlia), Croàcia va ser un dels pocs països que no va faltar a cap festival des de 1993, any en què es va introduir la relegació dels països amb els resultats més baixos cada any. Va mantenir la presència ininterrompuda des del seu debut al festival, la qual cosa convertia a Croàcia en un dels dos països (amb Espanya) que no havien faltat mai al festival des de la seva primera aparició (sense tenir en compte els països que van debutar més tard, com Ucraïna, Letònia, Moldàvia, entre d'altres). Aquesta ratxa es trencaria després d'anunciar la renúncia a participar en el festival de 2014 celebrat a Dinamarca.
Tampoc va participar en l'edició d'Eurovisió de 2015. No obstant això, el 26 de novembre de 2015 es va anunciar que Croàcia tornaria al concurs per a l'edició del 2016. També es va fer saber que la participant seria possiblement la guanyadora de la primera temporada de The Voice – Najljepši glas Hrvatske. Nina Kraljić va guanyar The Voice i va ser seleccionada per a representar Croàcia amb la cançó seleccionada internament Lighthouse. La candidatura es va classificar per a la final d'Eurovisió, convertint-se en la primera vegada que Croàcia arribava a la final des del 2009. Després de l'exitós retorn el 2016, HRT va confirmar el 17 de setembre de 2016 que també participarien el 2017. Jacques Houdek, el coach (mentor) de Nina Kraljić a The Voice, va ser seleccionat internament per representar el país el 17 de febrer de 2017, exactament cinc mesos després de confirmar la participació. Franka Batelić també va ser seleccionada internament per a representar el país al concurs de 2018.
En un total de 6 vegades, Croàcia ha aconseguit estar entre els deu millors d'una gala final.

## Història
Després de la dissolució de Iugoslàvia en 1991, la televisió pública croata Hrvatska radiotelevizija (HRT) va organitzar un festival per seleccionar la representació croata al certamen de 1992, del qual va sortir triada la cançó "Aleluja" de Magazin, que no va poder participar-hi a causa que HRT no es va adherir a temps a la Unió Europea de Radiodifusió.
Així, la primera participació de Croàcia com a país independent seria en 1993 amb el grup Put, que va interpretar "Don't Ever Cry". La cançó havia quedat tercera en Classificació per Millstreet, el festival previ que es va organitzar a tall de preselecció a causa del gran augment de països de l'est d'Europa amb desitjos de participar en Eurovisió.
La millor posició aconseguida per Croàcia, fins avui, va ser una quarta posició en dues ocasions: en 1996 amb la cançó "Sveta ljubav" interpretada per Maja Blagdan, i en 1998 amb la cançó "Marija Magdalena" interpretada per Doris Dragović. Irònicament, la participant de 1996 li va donar al país la seva pitjor participació en una semifinal amb un 19è lloc. El 3r lloc del grup Put en 1993 és el millor lloc en una semifinal del país.
El 19 de setembre de 2013, HRT va anunciar la seva renúncia a participar en el festival de 2014 per la crisi econòmica i els mals resultats obtinguts en les seves últimes participacions.
Cal destacar que en les semifinals en les quals no s'ha classificat, mai no ho ha fet ni per part del jurat ni del televot. L'única excepció va ocórrer el 2012, quan la cantant croata Nina Badrić va aconseguir la setena posició per part del jurat, per la qual s'hagués classificat; la candidatura croata va rebre afalacs per part del jurat de tots els països, encara que no va ser acollida gratament per part del televot.

## Participacions
Llegenda
| Any                                   | Seu         | Artista                       | Cançó                    | Final                | Punts                | Semifinal                 | Punts                     |
| ------------------------------------- | ----------- | ----------------------------- | ------------------------ | -------------------- | -------------------- | ------------------------- | ------------------------- |
| 1993                                  | Millstreet  | Put                           | «Don't ever cry»         | 15                   | 31                   | 3                         | 51                        |
| 1994                                  | Dublín      | Tony Cetinski                 | «Nek'tu bude ljubav sva» | 16                   | 27                   | No va haver-hi semifinals | No va haver-hi semifinals |
| 1995                                  | Dublín      | Magazin i Lidija Horvath      | «Nostalgija»             | 6                    | 91                   | No va haver-hi semifinals | No va haver-hi semifinals |
| 1996                                  | Oslo        | Maja Blagdan                  | «Sveta ljubav»           | 4                    | 98                   | 19                        | 30                        |
| 1997                                  | Dublín      | E.N.I.                        | «Probudi me»             | 17                   | 24                   | No va haver-hi semifinals | No va haver-hi semifinals |
| 1998                                  | Birmingham  | Danijela Martinović           | «Neka me ne svane»       | 5                    | 131                  | No va haver-hi semifinals | No va haver-hi semifinals |
| 1999                                  | Jerusalem   | Doris Dragović                | «Marija Magdalena»       | 4                    | 118                  | No va haver-hi semifinals | No va haver-hi semifinals |
| 2000                                  | Estocolm    | Goran Karan                   | «Kada zaspu andeli»      | 9                    | 70                   | No va haver-hi semifinals | No va haver-hi semifinals |
| 2001                                  | Copenhaguen | Vanna Ranilović               | «Strings of my heart»    | 10                   | 42                   | No va haver-hi semifinals | No va haver-hi semifinals |
| 2002                                  | Tallinn     | Vesna Pisarović               | «Everything I want»      | 11                   | 44                   | No va haver-hi semifinals | No va haver-hi semifinals |
| 2003                                  | Riga        | Claudia Beni                  | «Više nisam tvoja»       | 15                   | 29                   | No va haver-hi semifinals | No va haver-hi semifinals |
| 2004                                  | Istanbul    | Ivan Mikulić                  | «You are the only one»   | 13                   | 50                   | 9                         | 72                        |
| 2005                                  | Kíev        | Boris Novković                | «Vukovi umiru sami»      | 11                   | 115                  | 4                         | 169                       |
| 2006                                  | Atenes      | Severina Vučković             | «Moja štikla»            | 12                   | 56                   | Top 11 de l'any anterior  | Top 11 de l'any anterior  |
| 2007                                  | Hèlsinki    | Dado Topić i Dragonfly        | «Vjerujem o ljubav»      | No es va classificar | No es va classificar | 16                        | 54                        |
| 2008                                  | Belgrad     | Kraljevi Ulice & 75 cents     | «Romanca»                | 21                   | 44                   | 4                         | 112                       |
| 2009                                  | Moscou      | Igor Cukrov & Andrea Šušnjara | «Lijepa Tena»            | 18                   | 45                   | 13                        | 33                        |
| 2010                                  | Oslo        | Feminnem                      | «Lako je sve»            | No es va classificar | No es va classificar | 13                        | 33                        |
| 2011                                  | Düsseldorf  | Daria Kinzer                  | «Celebrate»              | No es va classificar | No es va classificar | 15                        | 41                        |
| 2012                                  | Bakú        | Nina Badrić                   | «Nebo»                   | No es va classificar | No es va classificar | 12                        | 42                        |
| 2013                                  | Malmö       | Klapa s Mora                  | «Mižerja»                | No es va classificar | No es va classificar | 13                        | 38                        |
| No hi va participar entre 2014 i 2015 |             |                               |                          |                      |                      |                           |                           |
| 2016                                  | Estocolm    | Nina Kraljić                  | «Lighthouse»             | 23                   | 73                   | 10                        | 133                       |
| 2017                                  | Kíev        | Jacques Houdek                | «My Friend»              | 13                   | 128                  | 8                         | 141                       |
| 2018                                  | Lisboa      | Franka Batelić                | «Crazy»                  | No es va classificar | No es va classificar | 17                        | 63                        |
| 2019                                  | Tel-Aviv    | Roko Blažević                 | «The dream»              | No es va classificar | No es va classificar | 14                        | 64                        |
| 2020                                  | Rotterdam   | Damir Kedžo                   | «Divlji vjetre»          | Festival cancel·lat  | Festival cancel·lat  | Festival cancel·lat       | Festival cancel·lat       |
| 2021                                  | Rotterdam   | Albina                        | «Tick-Tock»              | No es va classificar | No es va classificar | 11                        | 110                       |
| 2022                                  | Torí        | Mia Dimšić                    | «Guilty Pleasure»        | No es va classificar | No es va classificar | 11                        | 75                        |
| 2023                                  | Liverpool   | Let 3                         | «Mama ŠČ!»               | 13                   | 123                  | 8                         | 76                        |
| 2024                                  | Malmö       | Baby Lasagna                  | «Rim Tim Tagi Dim»       | 2                    | 547                  | 1                         | 177                       |
| 2025                                  | Basilea     | Marko Bošnjak                 | «Poison Cake»            | No es va classificar | No es va classificar | 12                        | 28                        |

## Participació com a part de Iugoslàvia
El Festival de la Cançó d'Eurovisió 1990 va tenir lloc a Zagreb, Croàcia, després de la victòria de la banda croata Riva en 1989 amb la cançó «Rock me». Així mateix, artistes croats van representar Iugoslàvia en 11 de 26 ocasions.
Llegenda
| Any  | Seu         | Artista              | Cançó                  | Final | Punts |
| ---- | ----------- | -------------------- | ---------------------- | ----- | ----- |
| 1963 | Londres     | Vice Vukov           | «Brodovi»              | 11    | 3     |
| 1965 | Nàpols      | Vice Vukov           | «Čežnja»               | 12    | 2     |
| 1968 | Londres     | Dubrovački Trubaduri | «Jedan dan»            | 7     | 8     |
| 1969 | Madrid      | Ivan & 3M            | «Pozdrav svijetu»      | 13    | 5     |
| 1971 | Dublín      | Kićo Slabinac        | «Tvoj dječak je tužan» | 14    | 68    |
| 1972 | Edimburg    | Tereza Kesovija      | «Muzika i ti»          | 9     | 87    |
| 1986 | Bergen      | Doris Dragović       | «Željo moja»           | 11    | 49    |
| 1987 | Brussel·les | Novi fosili          | «Ja sam za ples»       | 4     | 92    |
| 1988 | Dublín      | Srebrna krila        | «Mangup»               | 6     | 87    |
| 1989 | Lausana     | Riva                 | «Rock me»              | 1     | 137   |
| 1990 | Zagreb      | Tajči                | «Hajde da ludujemo»    | 7     | 81    |

## Curiositats
- La famosa cantant croata Tereza Kesovija també va representar Mònaco al Festival de la Cançó d'Eurovisió 1966.
- En l'actuació de Doris Dragovic al festival de 1999 es van utilitzar veus pregravades, i no cors reals presents en l'escenari, per la qual cosa Croàcia va ser penalitzada amb la reducció d'un terç dels punts que es tenien en compte en aquell moment per fer la mitjana que possibilitava participar en els països amb millors resultats en el següent certamen.
- El grup Feminnem, que va representar el país en 2010, havia representat prèviament Bòsnia i Hercegovina en 2005 amb la cançó "Call me".

## Galeria d'imatges

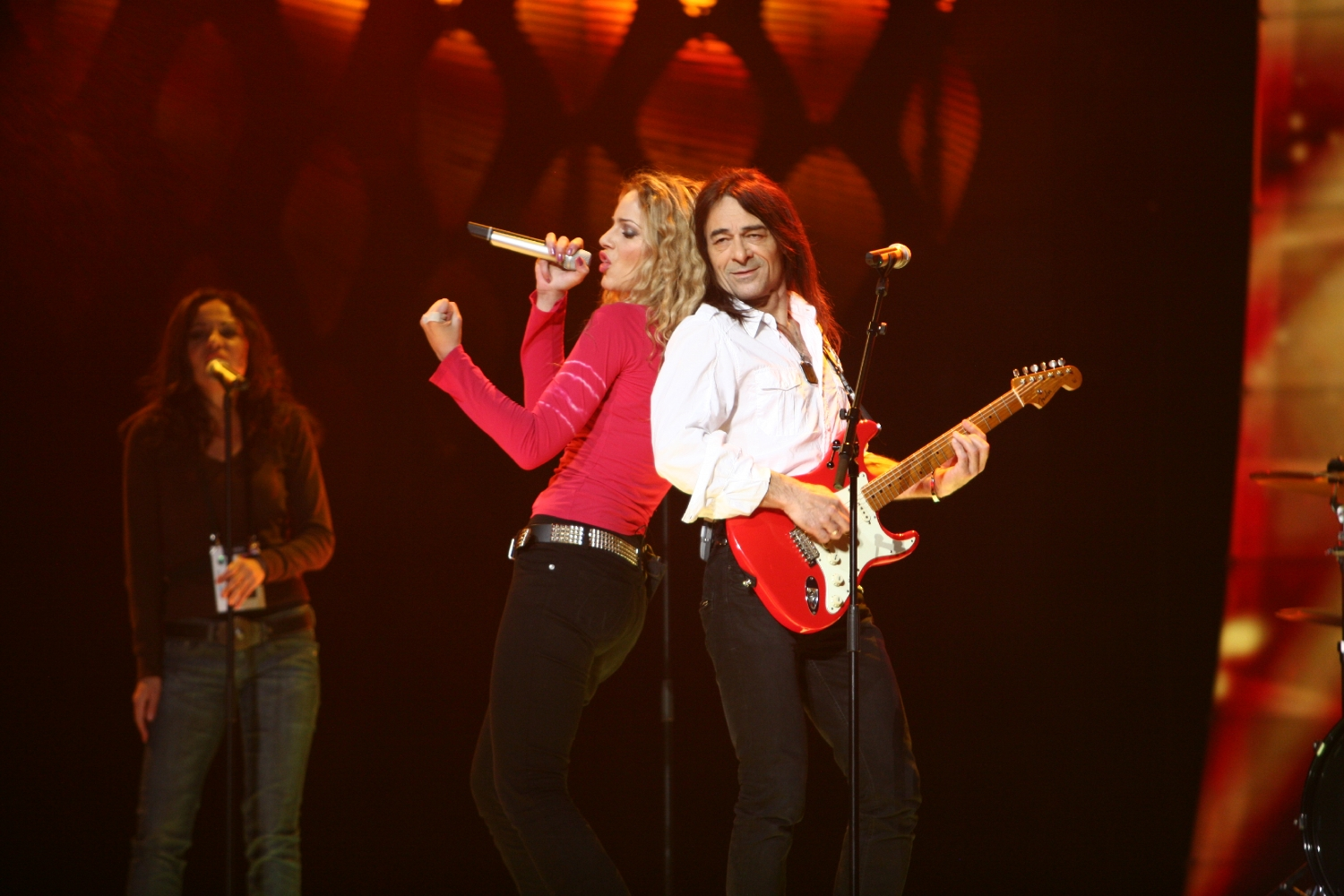
Dragonfly & Dado Topić a Hèlsinki (2007)
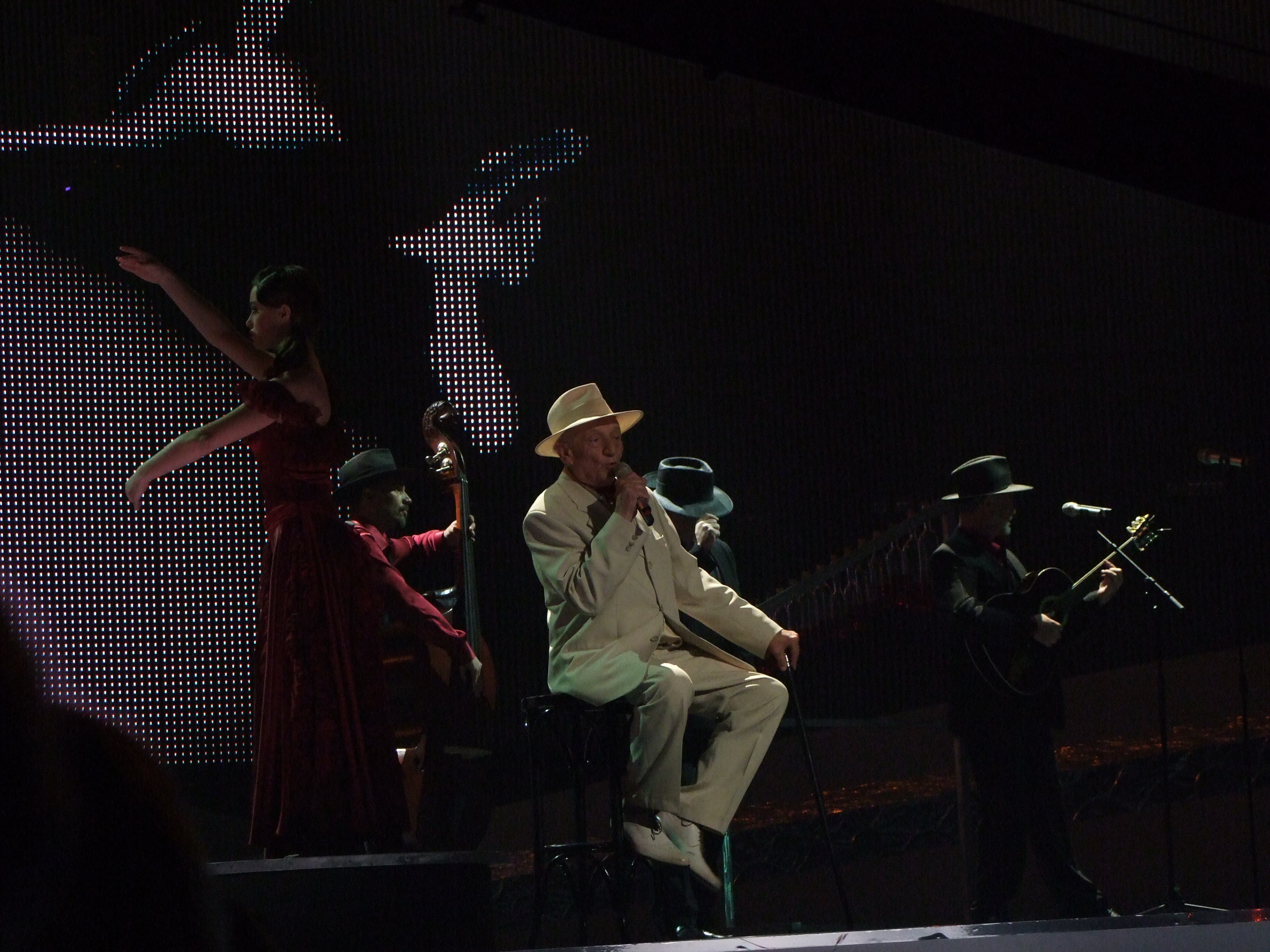
Kraljevi Ulice & 75 cents a Belgrad (2008)
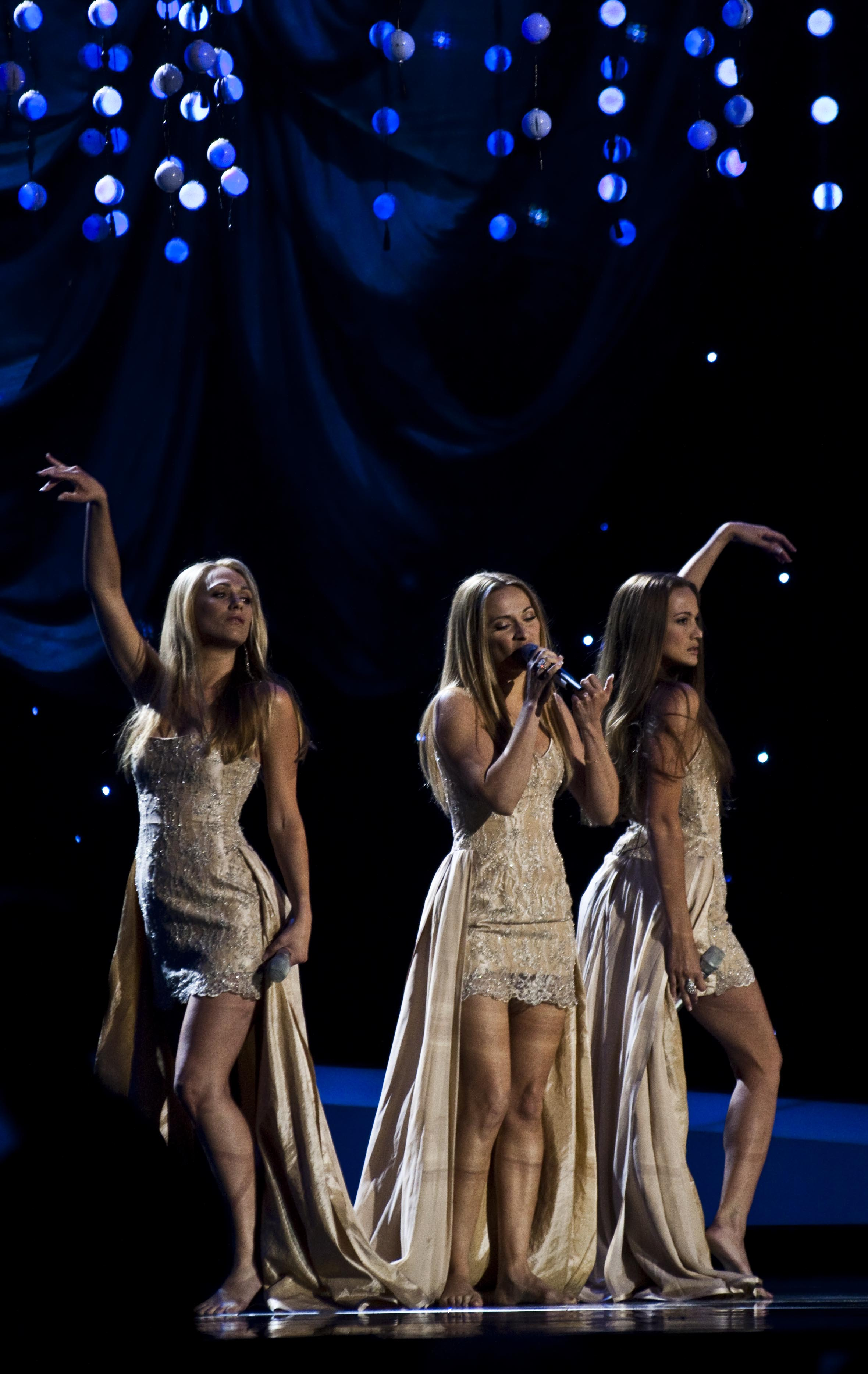
Feminnem a Oslo (2010)
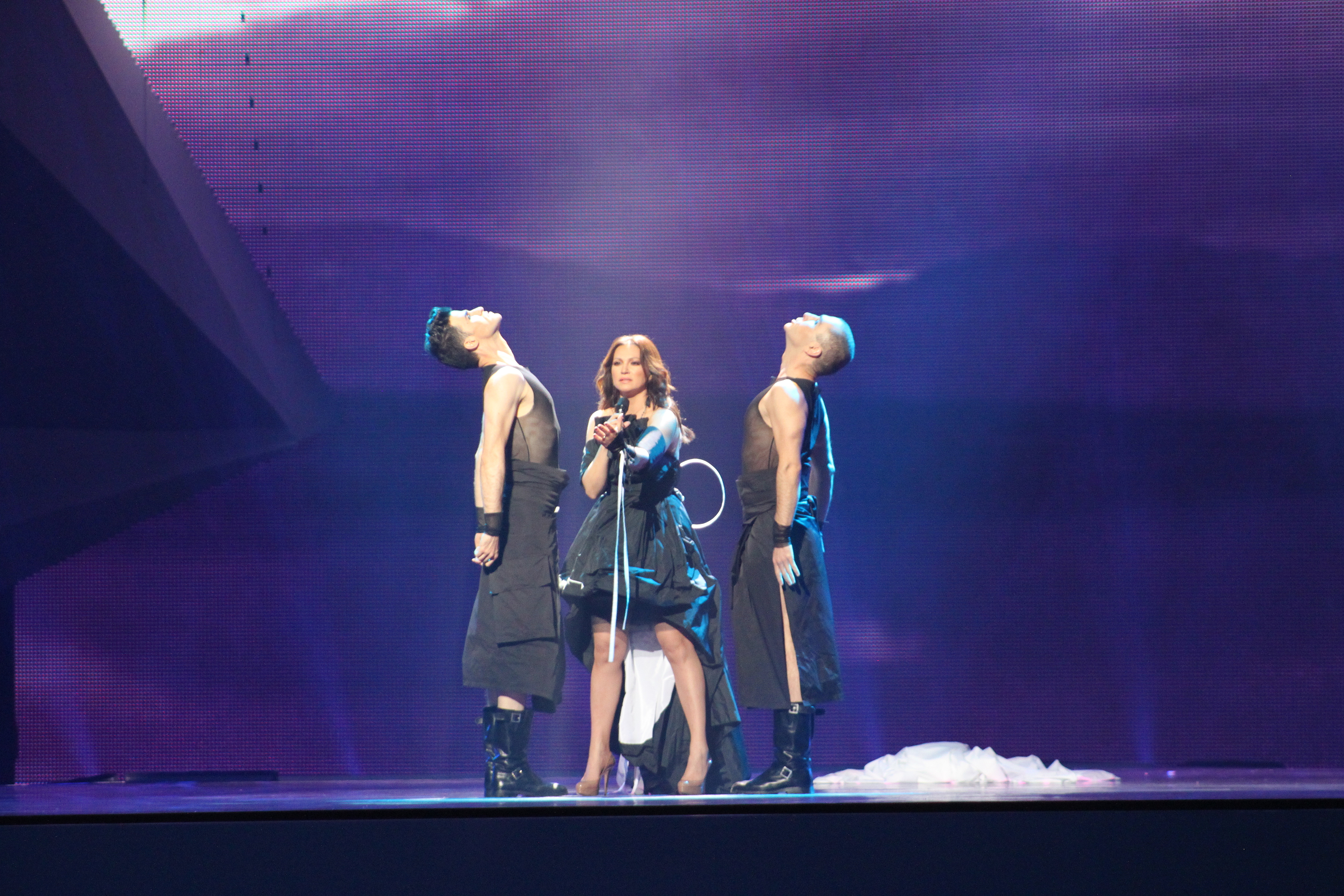
Nina Badrić a Bakú (2012)
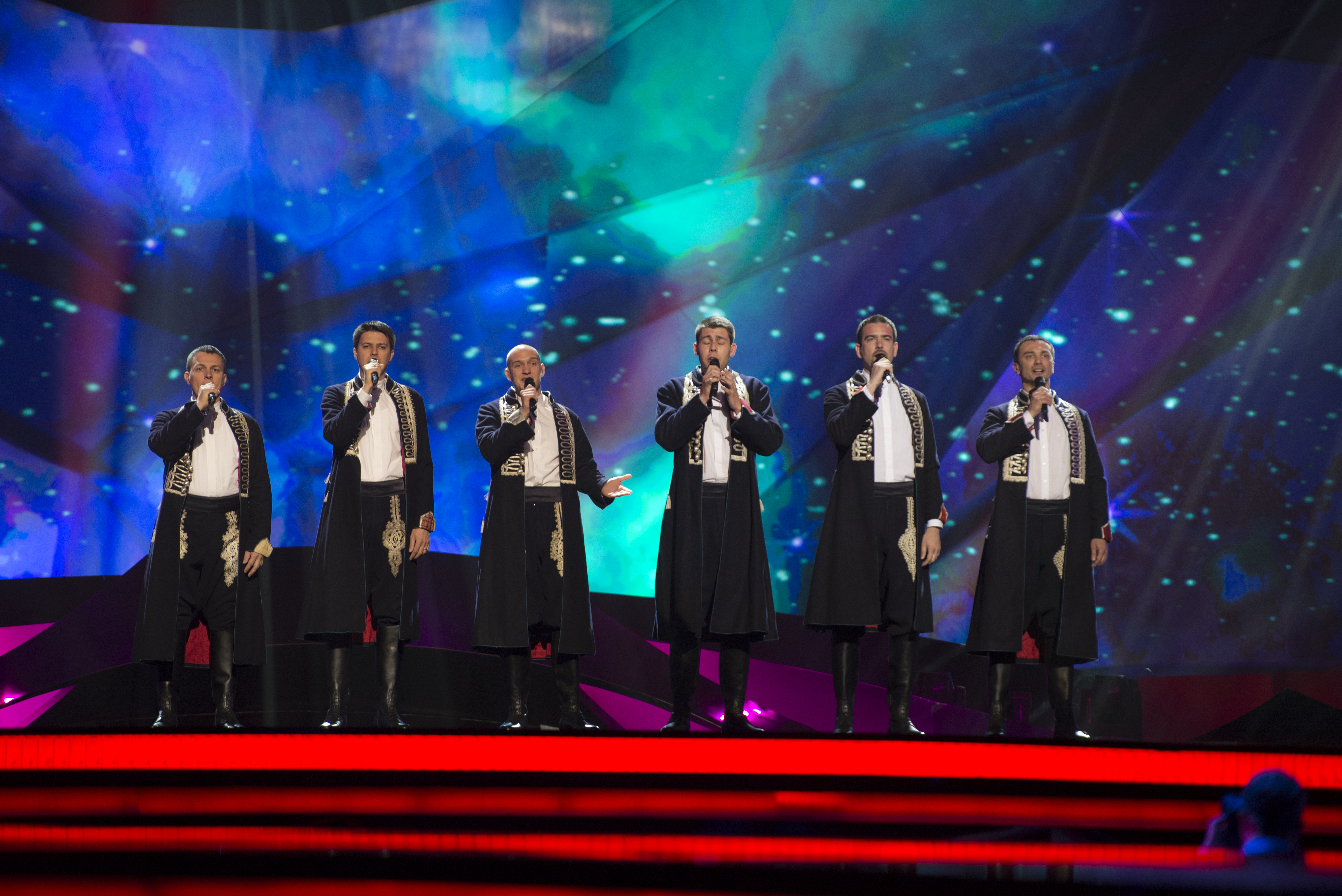
Klapa s Mora a Malmö (2013)
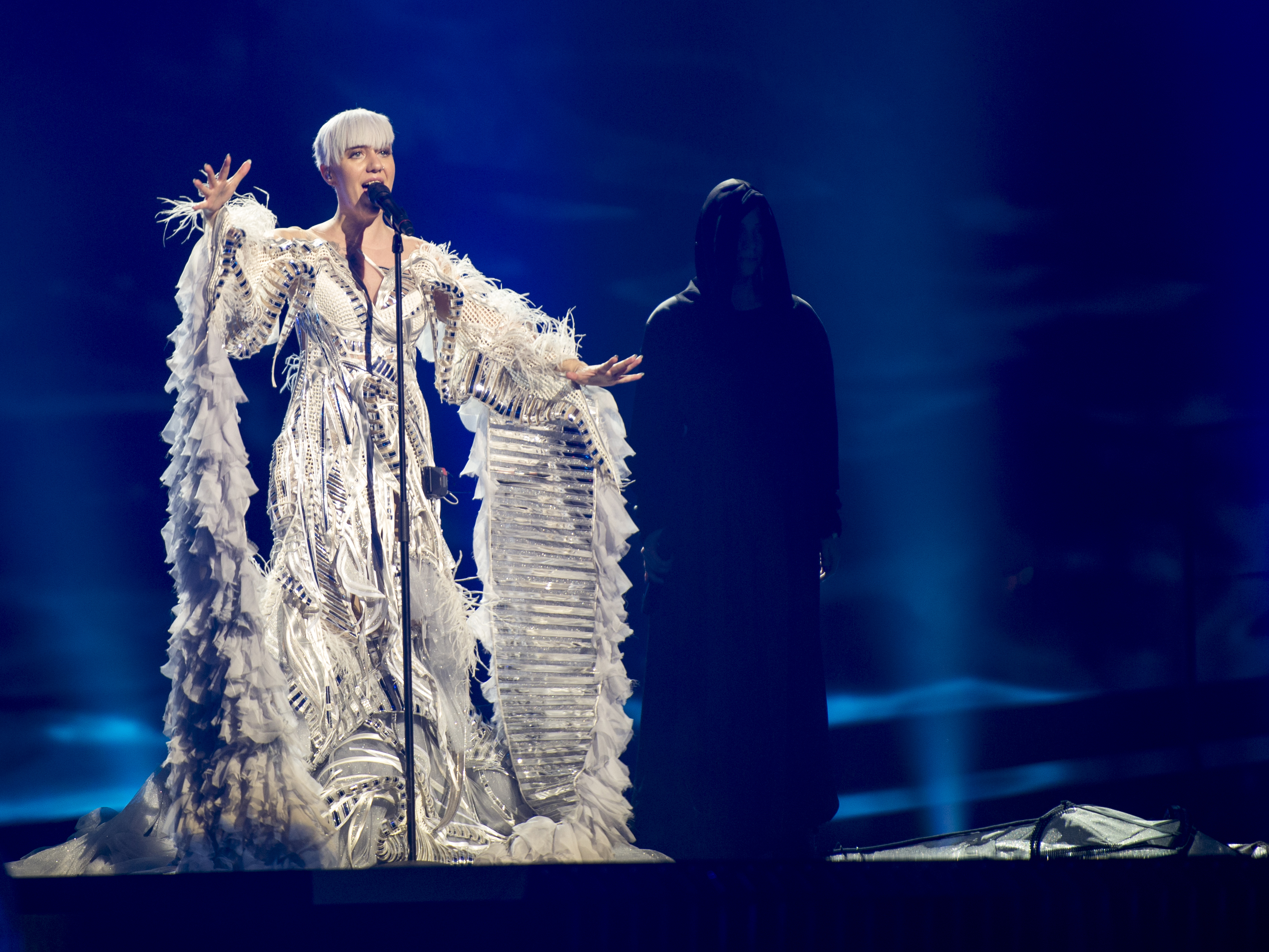
Nina Kraljić a Estocolm (2016)
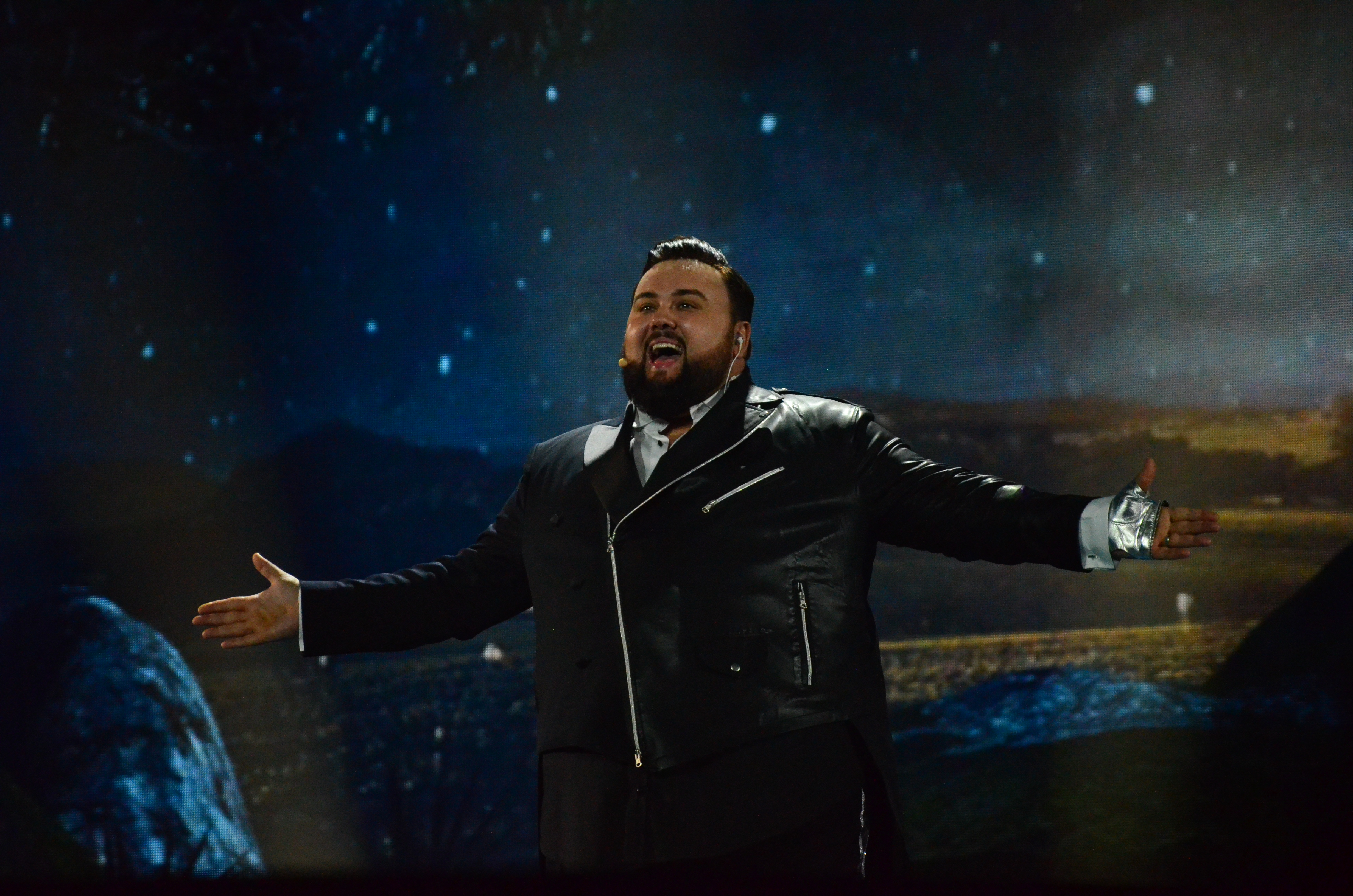
Jacques Houdek a Kíev (2017)
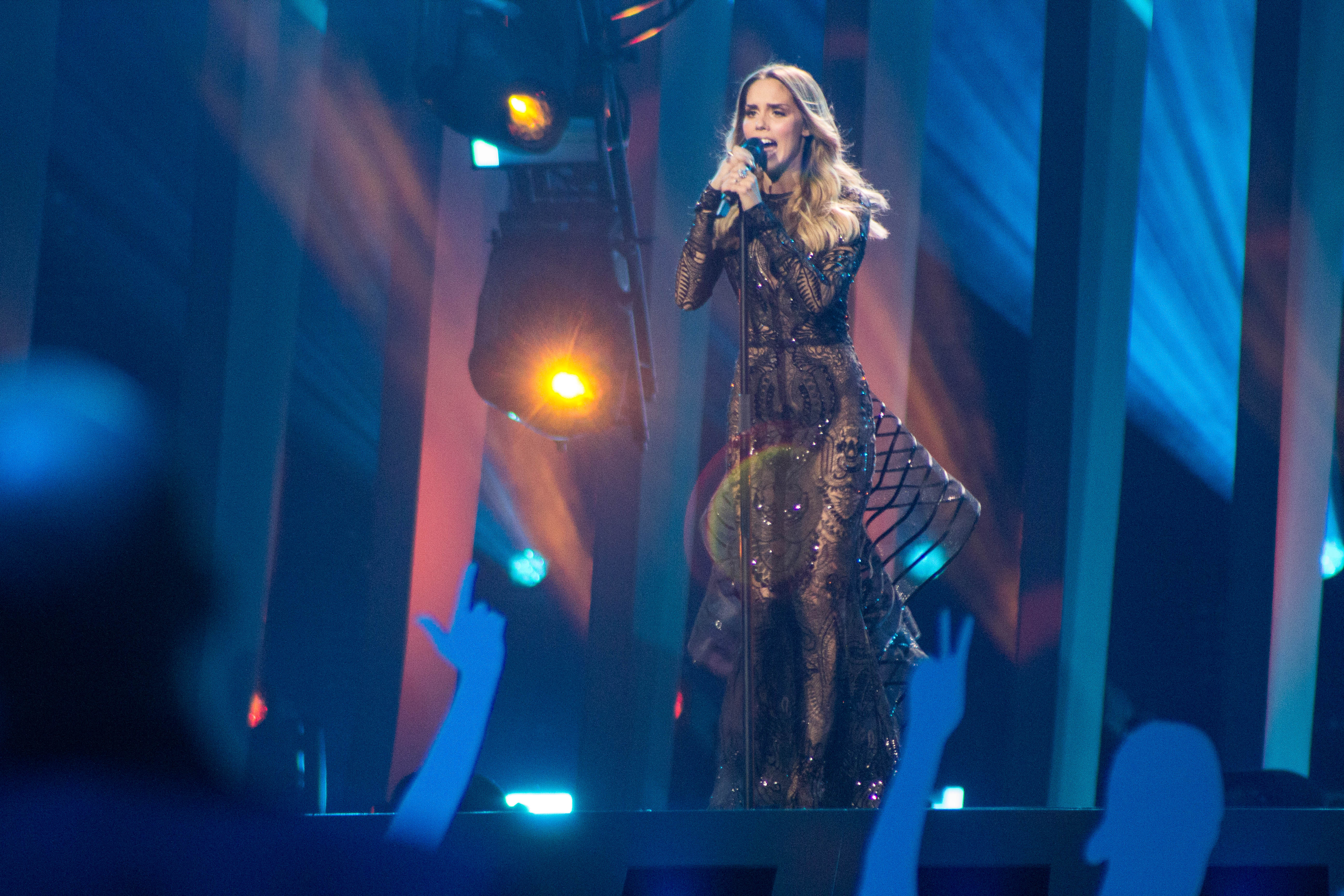
Franka Batelić a Lisboa (2018)
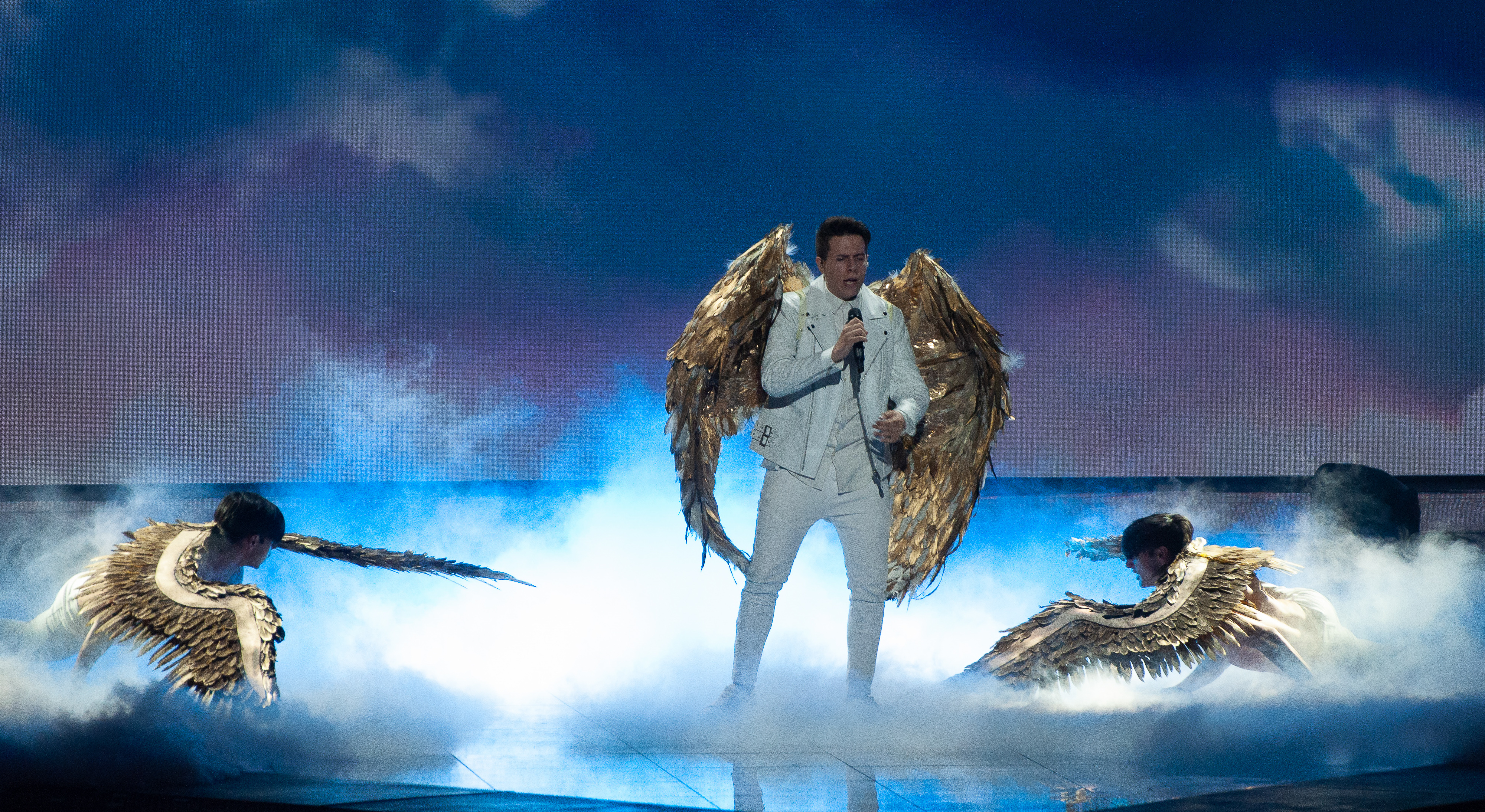
Roko a Tel-Aviv (2019)